# Lea County
Lea County ist ein County im Bundesstaat New Mexico der Vereinigten Staaten. Es hat 64.727 Einwohner. Der Verwaltungssitz (County Seat) ist Lovington.

## Geographie
Das County hat eine Fläche von 11.380 Quadratkilometern; davon sind 3 Quadratkilometer (0,02 Prozent) Wasserflächen. Das County grenzt im Uhrzeigersinn an die Countys: Roosevelt County, Cochran County (Texas), Andrews County (Texas), Gaines County (Texas), Yoakum County (Texas), Winkler County (Texas), Loving County (Texas), Eddy County und Chaves County.

## Geschichte
Sechs Bauwerke und Stätten des Countys sind im National Register of Historic Places eingetragen (Stand 17. Februar 2018).

## Demografische Daten

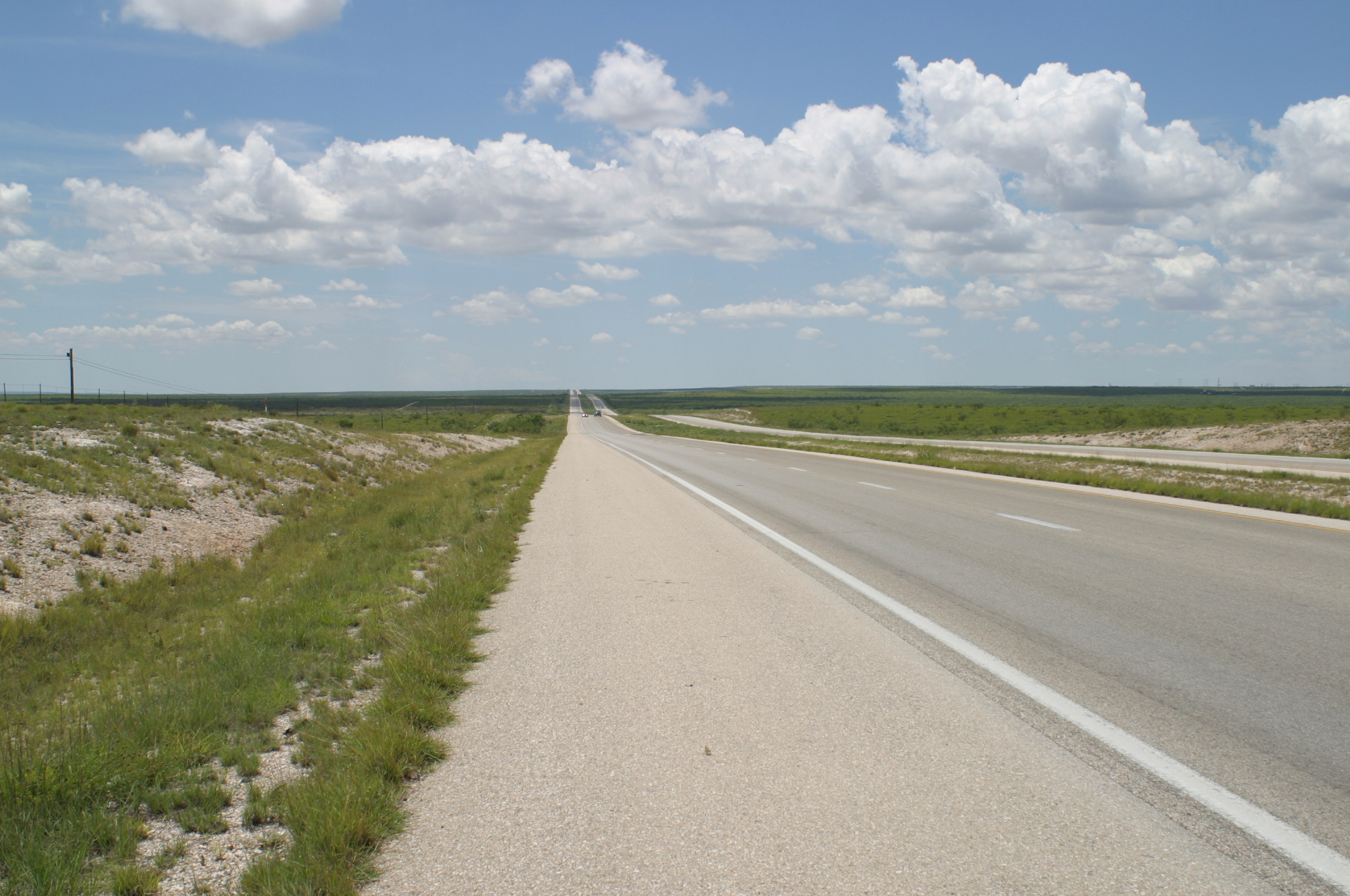
Teil der High Plains, eine Subregion der Great Plains

Nach der Volkszählung im Jahr 2000 lebten im County 55.511 Menschen. Es gab 19.699 Haushalte und 14.715 Familien. Die Bevölkerungsdichte betrug 5 Einwohner pro Quadratkilometer. Ethnisch betrachtet setzte sich die Bevölkerung zusammen aus 67,13 % Weißen, 4,37 % Afroamerikanern, 0,99 % amerikanischen Ureinwohnern, 0,39 % Asiaten, 0,04 % Bewohnern aus dem pazifischen Inselraum und 23,81 % aus anderen ethnischen Gruppen; 3,27 % stammten von zwei oder mehr ethnischen Gruppen ab. 39,65 % der Bevölkerung waren spanischer oder lateinamerikanischer Abstammung.
Von den 19.699 Haushalten hatten 39,30 % Kinder und Jugendliche unter 18 Jahre, die bei ihnen lebten. 57,80 % waren verheiratete, zusammenlebende Paare, 12,20 % waren allein erziehende Mütter. 25,30 % waren keine Familien. 22,50 % waren Singlehaushalte und in 9,90 % lebten Menschen im Alter von 65 Jahren oder darüber. Die Durchschnittshaushaltsgröße betrug 2,73 und die durchschnittliche Familiengröße lag bei 3,20 Personen.
Auf das gesamte County bezogen setzte sich die Bevölkerung zusammen aus 30,10 % Einwohnern unter 18 Jahren, 10,10 % zwischen 18 und 24 Jahren, 27,30 % zwischen 25 und 44 Jahren, 20,30 % zwischen 45 und 64 Jahren und 12,20 % waren 65 Jahre alt oder darüber. Das Durchschnittsalter betrug 33 Jahre. Auf 100 weibliche Personen kamen 100,30 männliche Personen, auf 100 Frauen im Alter ab 18 Jahren kamen statistisch 99,00 Männer.
Das jährliche Durchschnittseinkommen eines Haushalts betrug 29.799 USD, das Durchschnittseinkommen der Familien betrug 34.665 USD. Männer hatten ein Durchschnittseinkommen von 32.005 USD, Frauen 20.922 USD. Das Prokopfeinkommen betrug 14.184 USD. 21,10 % der Bevölkerung und 17,30 % der Familien lebten unterhalb der Armutsgrenze. 28,00 % davon waren unter 18 Jahre und 14,90 % waren 65 Jahre oder älter.

## Orte im Lea County
Im Lea County liegen fünf Gemeinden, davon vier Cities und eine Town. Zu Statistikzwecken führt das U.S. Census Bureau drei Census-designated places, die dem County unterstellt sind und keine Selbstverwaltung besitzen. Diese sind wie die Unincorporated Communities gemeindefreies Gebiet.
Cities
| - Eunice - Hobbs | - Jal - Lovington |

Towns
| - Tatum |

Census-designated places (CDP)
| - Monument - Nadine - North Hobbs |

andere Unincorporated Communities
| - Caprock - Crossroads | - Maljamar - McDonald |